# Indisches Spitzhörnchen
Das Indische Spitzhörnchen (Anathana ellioti), auch als Madras-Spitzhörnchen bezeichnet, ist eine Säugetierart aus der Familie der Spitzhörnchen (Tupaiidae). Es ist der einzige Vertreter der Gattung Anathana und unterscheidet sich von den übrigen Spitzhörnchen durch die großen, behaarten Ohren und durch Details im Schädelbau und in den Zähnen.
Der Artzusatz im wissenschaftlichen Namen ehrt den schottischen Naturforscher Walter Elliot.
Indische Spitzhörnchen sind in Indien südlich des Ganges beheimatet und haben somit das westlichste Verbreitungsgebiet aller Spitzhörnchen. Ihr Lebensraum sind Wälder und felsige Gegenden, im Gegensatz zu vielen Eigentlichen Spitzhörnchen meiden sie menschliche Siedlungen eher.
Diese Tiere erreichen eine Kopfrumpflänge von 18 bis 20 Zentimeter, ihr Schwanz ist ebenso lang wie der Körper, und ihr Gewicht beträgt rund 160 Gramm. Ihr Fell ist an der Oberseite rötlich bis gelblich gefärbt, manchmal auch weißlich gemustert, insbesondere am hellen Schulterstreifen. Die Unterseite ist generell heller.
Sie sind tagaktiv und ziehen sich zur Nachtruhe in Felsspalten oder Erdhöhlen zurück. Sie können gut klettern, halten sich aber selten auf Bäumen auf, sondern bevorzugen felsiges Terrain. Diese Tiere leben einzelgängerisch. Ihre Nahrung besteht aus Insekten wie Schmetterlingen und Raupen sowie Ameisen und Früchten.
Die Hauptbedrohung der Indischen Spitzhörnchen liegt im Verlust ihres Lebensraumes durch Waldrodungen und Umwandlung ihres Lebensraumes in Felder und Siedlungen. Die IUCN listet sie als nicht gefährdet.
Ein artspezifischer Parasit ist die Laus Docophthirus acinetus.